# The Mad Magician
The Mad Magician este un film de groază american din 1954, regizat de John Brahm.

## Distribuție
| Actor           | Personaj                        |
| --------------- | ------------------------------- |
| Vincent Price   | Don Gallico / Gallico the Great |
| Mary Murphy     | Karen Lee                       |
| Eva Gabor       | Claire Ormond                   |
| John Emery      | The Great Rinaldi               |
| Donald Randolph | Ross Ormond                     |
| Lenita Lane     | Alice Prentiss                  |
| Patrick O'Neal  | Police Detective Lt. Alan Bruce |
| Jay Novello     | Frank Prentiss                  |
| Corey Allen     | Gus the Stagehand (uncredited)  |

## Legături externe
- The Mad Magician la Internet Movie Database
- The Mad Magician la TCM Movie Database